# Bisankhunarayan
Bisankhunarayan es un pueblo ubicado en el distrito de Lalitpur, Nepal.

## Superficie
Cuenta con una superficie de 7 kilómetros cuadrados.

## Demografía
Datos hasta 2015
- Población: 2137 habitantes.[1]
- Densidad de población: 307,5 habitantes por kilómetro cuadrado.[1]
- Población masculina: 1017 (47,6%).[1]
- Población femenina: 1120 (52,4%).[1]